# 病院へ行こう!
『病院へ行こう!』（びょういんへいこう）は、2006年2月6日から3月24日にTBS系列で放送された愛の劇場枠のテレビドラマである。

## 概要
物語は29歳の結婚できない女性が看護師に挑戦し、そこで成長していく過程をコミカルタッチで描いたヒューマン・ドラマである。六車奈々は京都府出身でそれまで関西を中心として活動したローカルタレントだったが、本作でテレビドラマ初主演となった。

## 出演
- 清水ひかる - 六車奈々
- 片瀬雄二 - 田中実
- 麻生俊介 - 山中聡
- 結城怜 - 河合美智子
- 三枝淳子 - 岡本麗
- 多岐川和恵 - 重田千穂子
- 須藤郁子 - 山下裕子
- 中西潤 - 森本亮治
- 白石杏奈 - 江口のりこ
- 吉村尚美 - 秋山実希
- 桐島さやか - もたい陽子
- 深沢晶 - 春木珠和
- 上野由香 - 栗山かほり
- 森山耕司 - 若松俊秀
- 片瀬修一 - 小木茂光
- 早坂道子 - 岩本多代

## スタッフ
- 脚本 - 石原武龍、清本由紀、酒井直行、大沼紀子、門肇、五十嵐暁美
- プロデューサー - 大高さえ子、山後勝英
- チーフプロデューサー - 矢口久雄
- 演出 - 山内宗信、岩寺秀廣
- 技術：東通
- 編成担当 - 山田康裕、渡辺真二郎
- 製作 - テレパック、TBS

## 主題歌
- 「愛は特効薬」

作詞・作曲：広瀬香美 / 編曲：鈴木Daichi秀行 / 歌：広瀬香美（ビクターエンタテインメント）